# Gerhard Lekše
Gerhard »Gery« Lekše, slovenski spidvejist in trener, * 10. marec 1968, Brežice.
Gery kot mu pravijo prijatelji in znanci je nekdanji spidvejski reprezentant in državni prvak Slovenije leta 1994. Je poročen z Tatjano in oče sina Marka in hčerke Patricije.